# Anthusa av Konstantinopel
St. Anthusa av Konstantinopel, född 750, död 801, var en bysantinsk prinsessa och nunna Hon blev efter sin död vördad som grekiskt-ortodoxt helgon. 

## Biografi
Hon var dotter till Konstantin V och Eudokia, och syster till kejsar Leo IV. Hon uppges ha varit tvilling till sin bror Leo. Hennes födelsedatum är dock inte bekräftat. Hennes far uppmanade henne att gifta sig, men hon ville istället bli nunna. 
Efter hennes fars död 775 ska hon ha använt sin personliga förmögenhet till välgörenhet. Hon stannade kvar vid hovet och bar utåt en prinsessas klädsel, men sträva botgöringskläder under sina praktfulla yttre kläder. Hon kom väl överens med sin svägerska, Irene eftersom de delade åsikter i religiösa frågor. 
När hennes bror avled och efterträddes av sin son erbjöd Irene henne en plats i förmyndarregeringen, men hon avböjde. Hon gick så småningom i kloster. 